# Adrianites
Adrianites – rodzaj głowonogów z wymarłej podgromady amonitów, z rzędu Goniatitida.

## Okres występowania
Żył w okresie permu (gwadalup).

## Podział systematyczny
Do rodzaju należały następujące gatunki:
- Adrianites elegans Gemmellaro, 1887
- Adrianites globosus Chernov, 1907
- Adrianites haueri Gemmellaro, 1888
- Adrianites isomorphus Gemmellaro, 1888
- Adrianites jialaensis Sheng & Liu, 1983
- Adrianites nitidus Sheng, 1984
- Adrianites permicus Tumanskaya, 1935
- Adrianites planus Tumanskaya, 1935